# Интерконтинентални куп 1961. (фудбал)
Интерконтинентални куп 1961. била је фудбалска утакмица између уругвајског клуба Пењарол, победника Копа Либертадорес 1961, и португалског клуба Бенфика, победника Европског купа 1960–61. Пењарол је освојио Интерконтинентални куп по први пут.
Плеј-оф је био неопходан због тадашњих правила која су додељивала 2 бода за сваку победу, а оба тима су имала по једну победу.

## Квалификовани тимови
| Тим     | Квалификација                            | Претходна финала |
| ------- | ---------------------------------------- | ---------------- |
| Пењарол | шампион Копа Либертадорес 1961           | без              |
| Бенфика | шампион Купа европских шампиона 1960/61. | без              |

Подебљано шампион Копа Либертадорес 1963.